# Helmut Vetter
Helmut Vetter (także Helmuth Vetter) (ur. 21 marca 1910 w Rastenbergu, zm. 2 lutego 1949 w więzieniu Landsberg) – zbrodniarz hitlerowski, lekarz SS w kilku niemieckich obozach koncentracyjnych oraz SS-Hauptsturmführer.

## Życiorys
Doktor medycyny (od 1935), członek NSDAP (nr legitymacji partyjnej 5393805) i SS (nr identyfikacyjny 126917). Członek personelu obozów koncentracyjnych Dachau (1941), Auschwitz-Birkenau (1942–1943) i Gusen (od marca 1943 do grudnia 1944).
Był współpracownikiem niemieckich firm IG Farben oraz Bayer, który na więźniach obozów koncentracyjnych badał tolerancję leków. W Auschwitz Vetter wielokrotnie brał udział w przeprowadzaniu eksperymentów pseudomedycznych, dokonywaniu selekcji oraz uczestniczył w egzekucjach więźniów. Przeprowadzał między innymi zabiegi operacyjne bez medycznego uzasadnienia i mordował więźniów zastrzykami z fenolu lub benzyny. Otrzymał przydomek „Bestii z Auschwitz”. Jego zachowanie nie zmieniło się również w Gusen, gdzie Vetter dokonywał selekcji niezdolnych do pracy więźniów posyłając na śmierć przez zastrzyki fenolu bądź w komorach gazowych obozu głównego Mauthausen. Eksperymentował również, testując różne leki przeciwgruźliczne na więźniach.
W 1947 Vetter został skazany przez amerykański Trybunał Wojskowy w Dachau w jednym z procesów załogi Mauthausen na karę śmierci. Wyrok wykonano przez powieszenie w 1949 więzieniu Landsberg.